# Sheopur (distrikt)
Sheopur är ett distrikt i Indien.   Det ligger i delstaten Madhya Pradesh, i den centrala delen av landet, 300 km söder om huvudstaden New Delhi. Antalet invånare är 687 861.
Följande samhällen finns i Sheopur:
- Sheopur